# Whitinsville (Massachusetts)
Whitinsville es un lugar designado por el censo ubicado en el condado de Worcester en el estado estadounidense de Massachusetts. En el Censo de 2010 tenía una población de 6.704 habitantes y una densidad poblacional de 641,81 personas por km².

## Geografía
Whitinsville se encuentra ubicado en las coordenadas 42°7′9″N 71°40′19″O / 42.11917, -71.67194. Según la Oficina del Censo de los Estados Unidos, Whitinsville tiene una superficie total de 10.45 km², de la cual 9.44 km² corresponden a tierra firme y (9.67%) 1.01 km² es agua.

## Demografía
Según el censo de 2010, había 6.704 personas residiendo en Whitinsville. La densidad de población era de 641,81 hab./km². De los 6.704 habitantes, Whitinsville estaba compuesto por el 95.18% blancos, el 0.81% eran afroamericanos, el 0.16% eran amerindios, el 1.1% eran asiáticos, el 0.01% eran isleños del Pacífico, el 1.01% eran de otras razas y el 1.72% pertenecían a dos o más razas. Del total de la población el 3.76% eran hispanos o latinos de cualquier raza.